# شهرستان فرانکلین (آیووا)
شهرستان فرانکلین، آیووا (به انگلیسی: Franklin County, Iowa) شهرستانی در ایالات متحده آمریکا است که در آیووا واقع شده‌است.

## خصوصیات
شهرستان فرانکلین ۱٬۵۰۹٫۹۷ کیلومترمربع مساحت دارد.